# Zuytpeene
Zuytpeene är en kommun i departementet Nord i regionen Hauts-de-France i norra Frankrike. Kommunen ligger i kantonen Cassel som tillhör arrondissementet Dunkerque. År 2022 hade Zuytpeene 542 invånare.

## Befolkningsutveckling
Antalet invånare i kommunen Zuytpeene
| Referens: INSEE |